# New England Sports Network
New England Sports Network eller NESN startades den 21 mars 1984, och är en regional kabel-TV-kanal med sportinriktning i USA som täcker hela New England, förutom Fairfield County, Connecticut och Southbury, Connecticut, en plats i New Haven County, Connecticut som täcks av New York City Sports Network.

### Fotnoter
1. ↑  Background on Fenway Sports Group (på engelska), Fenway Sports Group, läs online.[källa från Wikidata]
2. ↑  Tanya Lee Lovejoy (1 augusti 2012). [http://opensiuc.lib.siu.edu/cgi/viewcontent.cgi?article=1547&context=dissertations ”Was Anyone Out There Watching Last Night?":
The Creation and Early History of New England
Sport Network, 1980-1989”] (på engelska). Southern Illinois University Carbondale. http://opensiuc.lib.siu.edu/cgi/viewcontent.cgi?article=1547&context=dissertations. Läst 9 november 2015.